# Хапог (Њујорк)
Хапог (енгл. Hauppauge; /ˈhɑpɔg, -pɒg/) насељено је место без административног статуса у америчкој савезној држави Њујорк.

## Демографија
По попису из 2010. године број становника је 20.882, што је 782 (3,9%) становника више него 2000. године.
| Група             | 2000.          | 2010.          |
| Белци             | 18.052 (89,8%) | 17.548 (84,0%) |
| Афроамериканци    | 230 (1,1%)     | 457 (2,2%)     |
| Азијати           | 721 (3,6%)     | 1.236 (5,9%)   |
| Хиспаноамериканци | 887 (4,4%)     | 1.479 (7,1%)   |
| Укупно            | 20.100         | 20.882         |